# 经济同友会
经济同友会，简称同友会，是日本企业家组成的的社会团体。

## 历史
成立于1946年。与日本商工会议所、日本经济团体联合会并称为日本的“经济三团体”。